# Mustique
Mustique è una piccola isola privata delle Piccole Antille, situata alla congiunzione di Mar dei Caraibi e Oceano Atlantico. È una delle isole Grenadine, la maggior parte delle quali (compresa Mustique) fa parte dello Stato di Saint Vincent e Grenadine.
Ha una superficie di 5,7 km² e conta numerose barriere coralline. La fauna è composta da tartarughe, aironi e molte altre specie. La popolazione ammonta a 500 abitanti, collocati nei villaggi di Lovell, Britannia Bay e Dover.

## Popolarità
L'isola di Mustique è di proprietà della Mustique Company, anche se formalmente è il governo di Saint Vincent e Grenadine ad averla concessa con un contratto d'affitto a lungo termine, di cui sono titolari, a turno, gli abitanti dell'isola. Vi sono circa 90 ville private, molte delle quali sono cedute in affitto dalla Mustique Company, e un hotel, The Firefly, gestito da privati.
Il lusso e l'isolamento garantiti dal luogo hanno fatto di Mustique un'attrazione per gente famosa e milionari: Noel Gallagher, la Principessa Margaret, Mick Jagger, Bryan Adams, Shania Twain, Kate Moss, David Duchovny e Téa Leoni, Felix Dennis, David Bowie, Tommy Hilfiger, Hugh Grant, la Principessa e il Principe di Galles, Robert Worcester, Jack Diamond, Pierce Brosnan e Nigella Lawson.
La regina Elisabetta II e il principe Filippo visitarono privatamente Mustique negli anni '60.